# سیاکا هایداره
سیاکا هایداره (انگلیسی: Siaka Haidara؛ زادهٔ ۱۳ مهٔ ۲۰۰۱) بازیکن فوتبال است.